# Găujani, Argeș
Găujani este un sat în comuna Ungheni din județul Argeș, Muntenia, România. Este situată în Țara Loviștei între Greblești și Titești.